# Klîmivka, Kreminna
Klîmivka (în ucraineană Климівка) este un sat în comuna Holubivka din raionul Kreminna, regiunea Luhansk, Ucraina.

## Demografie
Componența lingvistică a localității Klîmivka
     Ucraineană (93,21%)
     Rusă (6,79%)
Conform recensământului din 2001, majoritatea populației localității Klîmivka era vorbitoare de ucraineană (93,21%), existând în minoritate și vorbitori de rusă (6,79%).